# マンダ
マンダ (Manda) は、特撮映画『海底軍艦』およびゴジラシリーズに登場する架空の怪獣。海底に潜む巨大な龍である。

## 登場作品
公開順。
- 映画『海底軍艦』（1963年）
- 映画『怪獣総進撃』（1968年）
- 映画『ゴジラ FINAL WARS』（2004年）
- 小説『GODZILLA 怪獣黙示録』（2017年）
- テレビアニメ『ゴジラ S.P ＜シンギュラポイント＞』（2021年）

このほか、『ゴジラ・ミニラ・ガバラ オール怪獣大進撃』（1969年）と『メカゴジラの逆襲』（1975年）では、過去の映像の流用で登場する。

## 『海底軍艦』のマンダ
ムウ帝国の守護神として崇められている龍。長く太い体に4本の角と長いヒゲを持つ龍そのものの姿をしており、全身は金色の鱗で覆われている。最新鋭潜水艦でさえ耐えられない深海の水圧下でも、平然と行動する。戦闘の際には体で締めつけて攻撃するが、寒さに弱い。
ムウ帝国の海底洞窟に潜み、工作隊によって地上からさらわれてきた奴隷たちを生贄として与えられているほか、彼らの監視も行っている。進撃してきた轟天号からムウ帝国を防衛するために出現し、轟天号に巻きついて締めつけるが、高圧電流で引きはがされ、冷線砲で氷結死した。
- 当初は大蛇として登場する予定だった[33]ため、「マンモススネーク→マンモス蛇（だ）→マンダ」と名付けられた[注釈 6]が、映画公開の翌年（1964年）が辰年なので龍に変更された[35][36]。当時の東宝の宣伝用年賀はがきでは、「謹賀新年」の言葉の下に、轟天号対マンダのイラストが添えられていた[37][35]。小松崎茂によるピクトリアルスケッチでは、大海蛇のイメージであった[38][39]。
- 検討用台本では、ムー潜航艇との同士討ちになるという最期であった[34][23]。準備稿では、轟天号の水中砲で眼を撃たれるのみで生死不明であった[23]。
- デザインは渡辺明[16][36]、頭部造形は利光貞三[出典 14]、胴体は八木勘寿、八木康栄による[16][36]。東宝怪獣には珍しく、黒目が縦長の「猫目」となっている[8]。
- 大・小2種類の操演用ミニチュアによって撮影された[出典 15]。鱗は1枚1枚重ね張りしている[8]。牙や角はFRP製[41]。書籍『大ゴジラ図鑑2』では、制作時間がなかったために造型は大味であると評している[41]。
  - 大きいほうは、特撮テレビドラマ『ウルトラQ』の第6話「育てよ！ カメ」に登場する怪竜として流用された後に[42]返却され、『怪獣総進撃』に流用された[15]。小さいほうは、第12話「鳥を見た」に登場する無人船の舳先にある装飾の像に流用されている。
- 牢の窓から見えるマンダは合成で処理された[40]。
- ムウ潜水艦の艦首主砲は、マンダをかたどったものになっている。

## 『怪獣総進撃』のマンダ
怪獣ランドの岩場に住む怪獣として登場。初代と同族だが、頭部の角と髭がなく、目の瞳も黒目がちで普通に円となった。体色は濃緑色である。脚もやや小さくなったように見えてヘビのような姿で、海中だけしか活動シーンがなかった初代と違い、陸上でも行動できる。性格は凶暴でしぶとく、戦闘の際には締め上げた敵に毒液を差し込む。
怪獣ランドにて平和に暮らしていたが、キラアク星人に操られ、ゴジラ、ラドン、モスラと共に東京を襲い、防衛軍のミサイル攻撃にもかなりの耐性を見せて侵攻し、丸の内や臨海地区の建造物、浜松町のモノレールの線路に巻きついて破壊した。富士山麓の対キングギドラ戦にはバランやバラゴンと共に参加するが、直接戦うシーンはない。また、劇中ではロンドンを襲撃したと報じられている。
- 関連書籍などでは二代目マンダとも表記される[出典 29]。
- 造形物は『海底軍艦』の流用で、頭部のみ新規造形物に換装された[出典 30][注釈 13]ほか、小スケールの遠景用の人形が製作された[57]。体のウロコは手作業で1枚ずつ貼り込まれた[46]。
- モノレールに巻きつくシーンは、吊りに用いるピアノ線の位置の関係から、頭を絡みつけるまでと絡みながら直進する場面でカットを分けている[71]。特技監督を務めた有川貞昌は、従来の直線的な操演ではなく曲線的な動きを行ったことは、前任の円谷英二の時にはできなかったが共に育ってきたスタッフだからできるとの自信があったと語っている[71]。
- マンダが襲撃した浜松町には、当時東宝のフィルム倉庫が存在していた[72]。
- 東京のシーンでは、ゴジラとマンダが絡み合う場面も撮影されていたが未使用となり、1986年に発売されたビデオ『東宝特撮未使用フィルム大全集』で初公開された[73]。

## 『ゴジラ FINAL WARS』のマンダ
形態は初代に近く、瞳は縦長で舌は二股に分かれており、角は初代と同じ4本だが、髭とたてがみがなく、背中の毛も棘に変更されているほか、四肢の付け根から細長い触角状の物体が生え、体の真横から突き出た皮膚が六角形の鰭状の器官になって連なっている。ヒレが体側全体にあり、魚類のような尾びれが尾にある。体色は緑色。得意技は、相手を長い体で巻きついて締め上げるバインディング・ブリーカー。
物語冒頭、ノルマンディー沖深度6,700メートル付近の深海にて新・轟天号と交戦する。浮上しようとした新・轟天号に絡みつき、ひねり潰そうとして崩壊寸前まで追い詰めるが、艦長のゴードン大佐の機転によるミサイルで噴火させられた海底火山のマグマへ新・轟天号もろとも突っ込まされた結果、高熱とマグマ噴出による超高温に耐えきれなくなって引き離される。体が燃え上がってもなお新・轟天号に襲いかかるが、冷凍メーサー砲で氷漬けにされた直後に艦首鋼鉄ドリルで粉砕された。
劇中では描写されていないが、設定上は新・轟天号との交戦以前に戦艦を3艦撃沈しており、相当の実力を持っていたことがうかがえる。ゴジラと交戦せずに終わった怪獣であると共に、X星人に操られた怪獣ではなく新たに出現した怪獣である。
- 書籍『ゴジラ大辞典【新装版】』では、名称をマンダ（3代目）と記載している[85]。

制作
脚本を担当した三村渉は、マンダの登場理由について、轟天号を出すのであればマンダは絶対必要であったと述べている。
デザインは西川伸司。西川は、本作品のマンダはムウ帝国と無関係な神性のない海棲生物と想定し、深海魚やワニなどの水棲生物をモチーフとした単なる巨大生物というコンセプトで、ヒレなどの生物的なディテールを加えている。当初はフルCGで制作する予定だったことからラフは太く描かれており、波打つ動きで生物感を表現しようと細長い触手や胴体の側面に波打つヒレをCGで表現することを前提に設けたが、実際にはほとんどが新・轟天号に巻きついたままで大半は造形物による撮影になってしまったうえ、映像では動きが速すぎてわからなかったと述懐している。
造形は東宝映像美術の小林知己が担当。小林は2009年に死去したため、このマンダが造形を手掛けた最後の怪獣となった。造形物の全長は約6メートル。新・轟天号に巻きついているシーンは、操演で表現されたほか、CGも用いている。艦首鋼鉄ドリルで粉砕されるシーンでは、発泡スチロール製の爆破人形を用いている。造形物は2023年時点で現存が確認されている。
特殊技術の浅田英一は、マンダの撮影は最後の方であったため、複雑な操演ながら時間がなかったのがきつかったといい、すべてを実写で撮影していたら作品が公開するころでも終わっていなかっただろうと述べている。

## アニメーション3部作『GODZILLA』のマンダ
2017年公開のアニメ映画『GODZILLA 怪獣惑星』の前日譚に当たる小説『GODZILLA 怪獣黙示録』に登場。
大西洋に生息する怪獣であり、魚雷の通用しない頑丈な身体や敏捷性に加え、攻撃手段としてソナー器官を進化させた超音波砲を持っている。2022年に初確認されて以来、海を渡ろうとする人類を襲い続けていたが、「オペレーション・エターナルライト」が開始された2039年7月にドーバー海峡で大西洋の制海権を得ようとする轟天型潜水艦1番艦「轟天」に駆除される。また、2040年代にはペルシャ湾で復活し、「オペレーション・グレートウォール」に従事する工兵を襲っていた。

## 『ゴジラ S.P ＜シンギュラポイント＞』のマンダ
浦賀水道沖で漁船を転覆させた巨大なウミヘビのような海棲怪獣。東洋の伝説にある竜に酷似した姿をしており、四肢と4本のツノ、2本の長いヒゲを持つ。全体的に爬虫類ではなく魚類を彷彿とさせる印象であるが、頭部付近の前脚や赤いエラのような鰭などは、両生類のアホロートルを連想させるものとなっている。
複数個体がクジラのように群れを成して周囲を紅塵に染めながら隅田川やテムズ川を遡上しており、マンモス級のヘビを意味するマンダという名前が閣議決定された。長い尾を武器としており、浦賀水道沖で漁船やその救助に向かった海上保安庁のヘリコプターなどを襲う。その後は東京湾に出現し、掃討作戦を実行した海上自衛隊を迎え撃つが、ゴジラアクアティリスに襲撃され、大きく食い破られた腹部に致命傷となった噛み跡を残し、その死骸が逃尾市の海岸に漂着した。また、東京でもゴジラウルティマと交戦して咬みつくが、身体を原子ビームで引き裂かれる。

## その他
- 1966年に朝日ソノラマから発売されたソノシート『大怪獣戦 30怪獣大あばれ!!』収録の「宇宙怪獣対地球怪獣」には、宇宙怪獣と戦う地球怪獣陸軍の1体として登場する[111][112]。
- 特撮テレビ番組『ゴジラアイランド』（1997年）には、「滋養強壮赤マンダドリンク光線」という名の光線が登場する[113]。
- 『ゴジラ×メカゴジラ』（2002年）の背景設定として製作補の山中和史によって執筆された「特生自衛隊前史」では、劇中世界の1963年に太平洋に出現し、海軍の新型潜水艦によって撃破された[114]。